# Santa Rita, Jerez
Santa Rita är en ort i Mexiko.   Den ligger i kommunen Jerez och delstaten Zacatecas, i den centrala delen av landet, 500 km nordväst om huvudstaden Mexico City. Santa Rita ligger 2 054 meter över havet och antalet invånare är 817.
Terrängen runt Santa Rita är platt åt sydost, men åt nordväst är den kuperad. Runt Santa Rita är det ganska glesbefolkat, med 31 invånare per kvadratkilometer. Närmaste större samhälle är Jerez de García Salinas, 10,3 km sydväst om Santa Rita. Trakten runt Santa Rita består i huvudsak av gräsmarker.